# Vereux
Vereux – miejscowość i gmina we Francji, w regionie Burgundia-Franche-Comté, w departamencie Górna Saona. Według danych na rok 2009,gminę zamieszkiwało 251 osób.